# Giancarlo Redini
Giancarlo Redini (Pisa, 26 ottobre 1941) è un ex arbitro di calcio italiano.

## Carriera
Nato a Pisa nel 1941, e originario di Uliveto Terme, nella provincia pisana faceva parte della sezione AIA "Renato Gianni" di Pisa.
Ad inizio 1976, a 34 anni, arriva ad arbitrare in Serie B, esordendo il 4 gennaio in Avellino-Pescara del quattordicesimo turno di campionato, che sospende all'85' per incidenti sul punteggio di 0-2, lo stesso dato poi a tavolino agli abruzzesi.
La stagione successiva debutta in Serie A, in Inter-Perugia del 22 maggio 1977, ultima di campionato, conclusa sull'1-1.
Dal 1977 viene coadiuvato in terna fissa dagli assistenti di linea Rodolfo Perelli e Antonio Specchio, entrambi appartenenti alla sezione AIA di Pisa.
Nel 1982 viene scelto per il ritorno della finale di Coppa Italia tra Torino e Inter del 20 maggio, gara che termina 1-1 con gol di Agatino Cuttone per i granata e pareggio di Alessandro Altobelli per i nerazzurri, i quali vincono la competizione in virtù del successo per 1-0 dell'andata.
Il 16 settembre 1984 inaugura la stagione di Serie A arbitrando Como - Juventus (0-0).
Il 30 giugno 1985 dirige ancora una volta una finale di Coppa Italia, stavolta l'andata tra Milan e Sampdoria vinta per 1-0 dai blucerchiati, che si aggiudicheranno poi il trofeo.
Il 3 novembre 1985 arbitra Napoli-Juventus, nona giornata di Serie A, assegnando al 72' una punizione indiretta in area ai padroni di casa, che Eraldo Pecci tocca per Diego Armando Maradona, il quale realizza uno dei suoi gol più famosi di sempre, decidendo il match, che si conclude sull'1-0.
Nella stessa stagione dirige la semifinale di ritorno di Coppa Italia tra Como e Sampdoria del 4 giugno 1986, nella quale, sul 2-1 per i lariani ai supplementari, viene colpito da un oggetto: verrà assegnata la vittoria a tavolino per 2-0 ai blucerchiati, poi sconfitti in finale dalla Roma.
Sempre nel 1986 è di scena nel derby di Milano della ventisettesima di campionato, in casa dell'Inter il 6 aprile, il primo dall'acquisto del Milan da parte di Silvio Berlusconi. La gara viene vinta dai nerazzurri per 1-0 con gol del giovane Giuseppe Minaudo, all'esordio da professionista.
Arbitra l'ultima in massima serie il 17 maggio 1987, dirigendo Udinese-Milan 0-0, ultima di campionato.
Il 7 giugno dello stesso anno arbitra per la terza volta una finale di Coppa Italia, l'andata tra Napoli e Atalanta, vinta 3-0 dagli azzurri, poi vincitori del trofeo.
Chiude la carriera con la gara di Serie B Messina-Campobasso del 21 giugno, ultima di campionato, terminata 0-0.
Termina con 94 gare dirette in Serie A e 88 in Serie B.